# Libertas Alfaterna
La Libertas Alfaterna è stata una società polisportiva italiana di Nocera Inferiore, in provincia di Salerno, nota soprattutto per l'attività nel campo del Tennistavolo.

## Storia
La polisportiva fu fondata nel 1974 dalla famiglia Palumbo, con a capo Andrea Palumbo, già editore dell’emittente locale Teleagro. Inizialmente alla testa del sodalizio c'era la sezione calcistica. Dagli anni '90, poi, iniziò la maestosa ascesa della sezione Tennistavolo.
Alle porte del 2000, con cinque scudetti FITeT e due finali continentali, il sodalizio cessò la sua attività.

## Tennistavolo

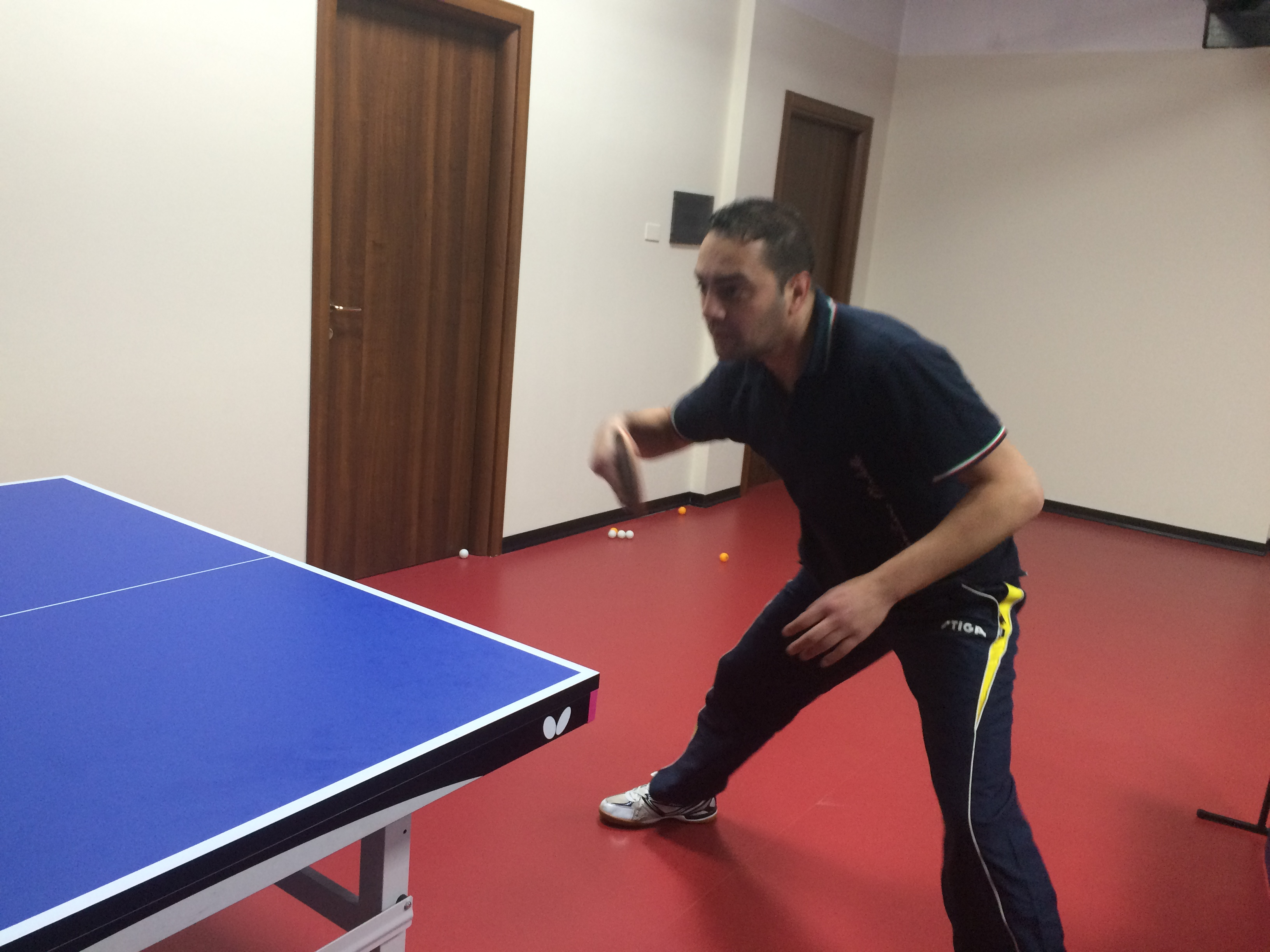
Massimiliano Mondello, uno dei migliori pongisti del roster nocerino

I maggiori successi per la polisportiva sono arrivati nel campo del tennistavolo. Grazie all'ingaggio di giocatori come Massimiliano Mondello, la squadra ha conquistato, tra 1993 e 1998, cinque titoli italiani.
In campo Europeo, la squadra ha raggiunto due volte la finale della massima competizione continentale (1997 e 1998), venendo sconfitta in entrambe le occasioni dalla formazione del Borussia Düsseldorf.
Nel 1999 il presidente Palumbo ritirò la squadra dal massimo campionato nazionale pongistico dopo una vicenda giudiziaria che vide coinvolto Mondello.
Dissoltosi il sodalizio, nel 2000 fu fondata la Virtus Nocera, che ha in parte ereditato la tradizione sportiva della Libertas. Dal 2019 cambia nuovamente nome in Tennis Tavolo Nocera ottenendo la promozione in Serie C1.

### Roster (1996-1998)
- Massimiliano Mondello
- Kong Lighui
- Yang Min
- Lorenzo Nannoni

## Calcio

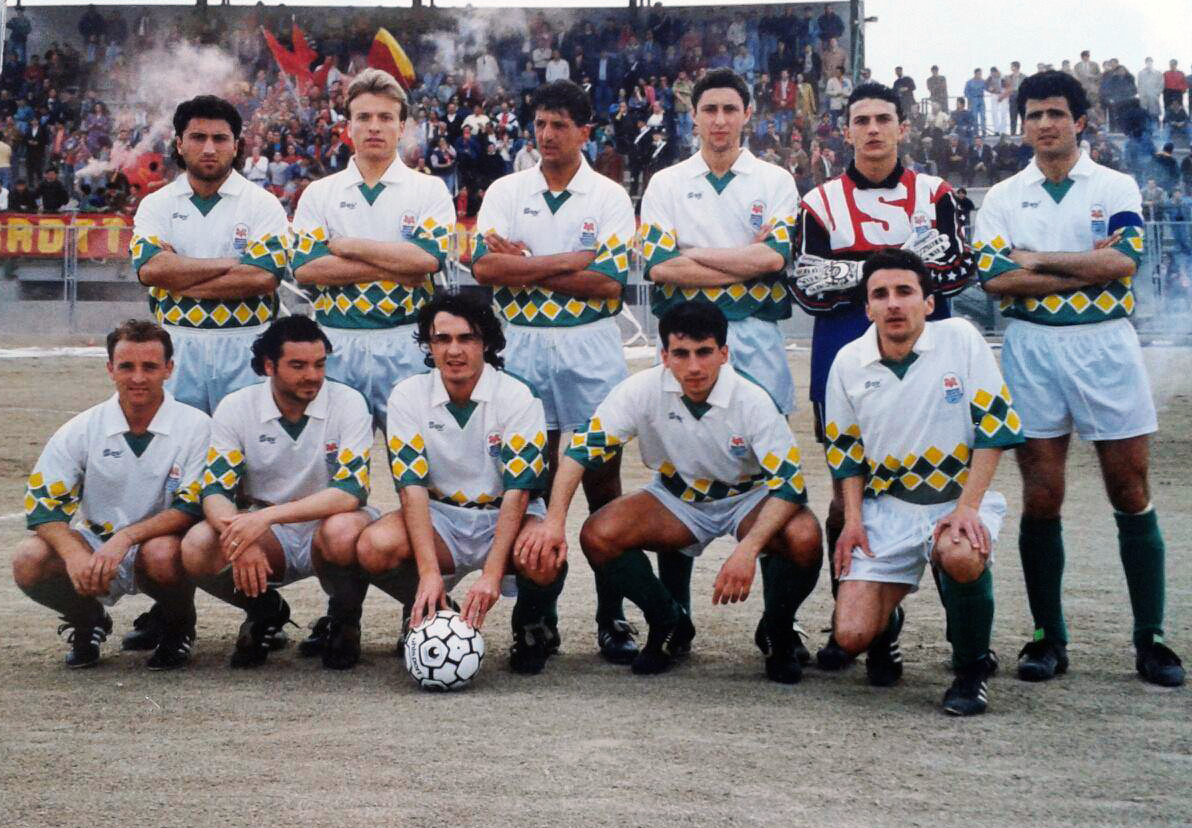
La Libertas Alfaterna nel Campionato di Eccellenza 92/93 sul campo del Grottaminarda (Foto G. Ferrentino)

In ambito calcistico, negli anni Novanta la squadra nocerina ha disputato diverse stagioni in Promozione e nell'Eccellenza Campana (massimi livelli regionali), giocando le sue gare allo Stadio San Francesco d'Assisi di Nocera Inferiore. 
Dopo un ottavo posto nel campionato di Promozione 1989-1990 ed un quinto posto nella stagione successiva, il club fu ammesso al nuovo campionato di Eccellenza. Nelle stagioni 1991-1992 e 1992-1993, l'Alfaterna si ritrovò ad affrontare la Nocerina, in un'insolita stracittadina del campionato di Eccellenza. Riuscendo a vincere uno dei quattro confronti.
Negli stessi campionati la squadra riuscì a qualificarsi al quinto posto in classifica in entrambi gli anni, la squadra mantenne un buono score anche nella stagione successiva, restando in Eccellenza fino alla stagione 1994-1995, quando, col sedicesimo posto in classifica, retrocesse in Promozione. Dal 1995 continuò con la sola attività giovanile, cessata con la dissoluzione del sodalizio nel 2000.
Dal 2006 la tradizione sportiva della sezione calcistica è stata ripresa da una squadra omonima, che dal 2019 al 2022 ha militato nel campionato di Eccellenza.